# Петровка (Александрийский район)
Петровка (укр. Петрівка) — село в Онуфриевской поселковой общине Александрийского района Кировоградской области Украины
До 2020 года входило в Онуфриевский район
Население по переписи 2001 года составляло 95 человек. Почтовый индекс — 28123. Телефонный код — 5238. Код КОАТУУ — 3524684703.